# Franciszek Neużil
Franciszek Neużil (ur. w 1845, zm. w 1899) – czeski pedagog pracujący w Zakopanem, twórca zakopiańskiego szkolnictwa artystycznego, nauczyciel przedmiotów zawodowych, pierwszy dyrektor Cesarsko-Królewskiej Szkoły Zawodowej Przemysłu Drzewnego (obecnego Zespołu Szkół Budowlanych im. dra Władysława Matlakowskiego w Zakopanem oraz Zespołu Szkół Plastycznych im. Antoniego Kenara w Zakopanem).

## Życiorys
W 1878 roku służbowo przeniesiony ze szkoły zawodowej w Grulich z Czech do Zakopanego. Najpierw pełnił funkcję kierownika, a od 1866 roku dyrektora Cesarsko-Królewskiej Szkoły Zawodowej Przemysłu Drzewnego. Jego zasługą było osiągnięcie przez szkołę w krótkim czasie wysokiego poziomu nauczania. W czasie jego kadencji i radcy cesarskiego Edgara Kovátsa szkoła zaczyna odnosić sukcesy na wystawach galicyjskich i wiedeńskich. Neużil pierwszy użył określenia „styl zakopiański”. Wchodził wraz z Heleną Modrzejewską, Różą hr. Krasińską, Leopoldem Czubernatem i księdzem Józefem Stolarczykiem do komitetu nadzorczego otwartej 1 maja 1883 Krajowej Szkoły Koronkarskiej, obecnego Zespołu Szkół Zawodowych nr 2 im. H. Modrzejewskiej w Zakopanem.
Nauczyciel rysunku zawodowego, snycerstwa i stolarstwa. Twórca przyszkolnych warsztatów, które stały się zaczątkiem tak ważnego dziś w Zakopanem przemysłu pamiątkarskiego. Propagator nauczania przedmiotów zawodowych na motywach sztuki szwajcarskiej i tyrolskiej, pomijając sztukę rodzimą, co było krytykowane przez Stanisława Witkiewicza i innych propagatorów stylu zakopiańskiego.
W 1887 zawarł związek małżeński z Józefą Stelcerówną, absolwentką lwowskiej Szkoły Przemysłowej, kierowniczką szkoły koronkarskiej.
Wybudowany w 1885 przez Neużila (przy ul. Ogrodowej) pensjonat „Pod Matką Boską” prowadziła do 1904 Józefa Neużilowa. Potem do I wojny światowej kierowany był przez Irenę Sadowską.
Spoczywa na Cmentarzu na Pęksowym Brzysku w Zakopanem (sektor P-III-36).

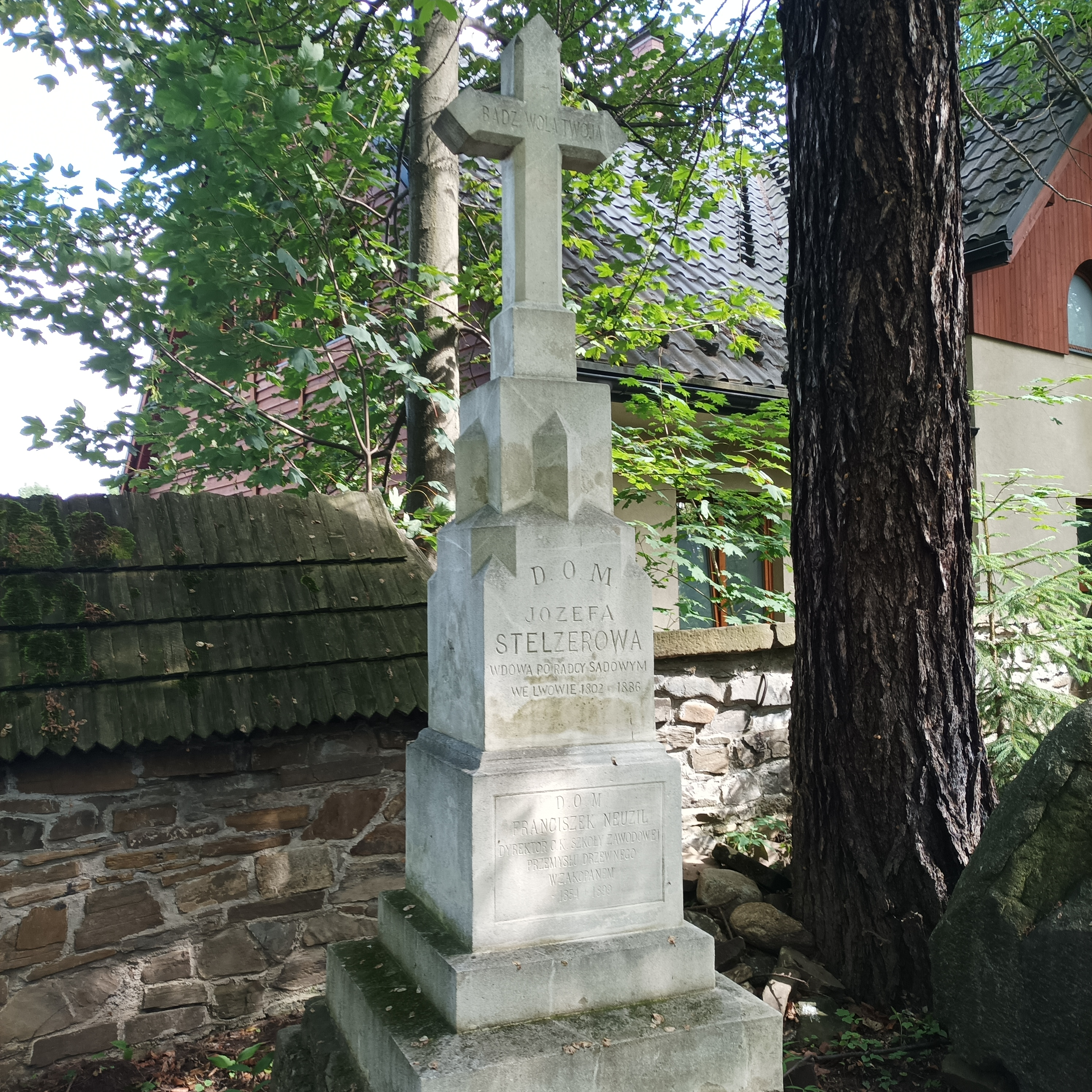
Grób Franciszka Neużila na Cmentarzu Zasłużonych na Pęksowym Brzyzku w Zakopanem